# Енике (име)
Енико (мађ:Enikő), је мађарско женско име које води порекло од имена Енех (мађ:Enéh), које има корене у речи уно (мађ:ünő) што значи лане.
Име је креирао мађарски песник Михаљ Верешмарти (мађ:Mihály Vörösmarty). 

## Варијације имена
- Еника (мађ:Enőke)

## Имендан
- 16. април.
- 15. септембар.

## Познате личности
- Детар Енико (Détár Enikő) - глумица
- Есењи Енико (Eszenyi Enikő) - глумица
- Михалик Енико (Mihalik Enikő) - модел

## Познате личности из фолклора
- Енех (мађ:Enéh), прамајка Мађара и Хуна. Родила синове Хунор (мађ:Hunor) и Магор (мађ:Magor).